# Korekcja perspektywy
Korekcja perspektywy – zabieg w fotografii, polegający na przesunięciu obiektywu względem płaszczyzny obrazu. Korekcję perspektywy umożliwia stosowanie odpowiednich aparatów lub obiektywów typu tilt-shift. Dla przykładu przesunięcie obiektywu ku górze, pozwala poprawnie sfotografować wysoki budynek bez potrzeby odchylania płaszczyzny obrazu od pionu. Uzyskanie perspektywy pionowej na zdjęciu (równoległość krawędzi pionowych) możliwe jest również przy pomocy programów do graficznej obróbki zdjęć, m.in. Adobe Photoshop.
Korekcję perspektywy stosuje się także do uzyskania równoległych linii poziomych np. do zdjęć składowych panoramy.